# Christian Mayrleb
Christian Mayrleb (Wels, 8 giugno 1972) è un allenatore di calcio ed ex calciatore austriaco, di ruolo attaccante.

## Palmarès

### Giocatore

#### Club
- Campionato austriaco: 1

Austria Vienna: 2002-2003

#### Individuale
- Capocannoniere della Bundesliga austriaca: 1

2004-2005 (21 gol)